# Der Untergang des Abendlandes
Der Untergang des Abendlandes er Oswald Spenglers hovedværk, der udkom i to bind i 1918 og 1922. Denne metahistoriske afhandling om en underliggende tendens i alle højkulturer fik stor betydning i vestlig filosofi og historietænkning i 1920'erne måske især under indtryk af det kulturelle chok, det var, at en krig som 1. verdenskrig kunne finde sted.
Spengler anså det for ganske åbenbart, at den vestlige kultur var på retur, som titlen Vesterlandets undergang (da. overs., 1962) angiver.
| Bog | Spire Denne artikel om bøger og tidsskrifter er en spire som bør udbygges. Du er velkommen til at hjælpe Wikipedia ved at udvide den. |